# Quatuor à cordes no 14 de Beethoven
Pour les articles homonymes, voir Quatuor à cordes no 14.
Le Quatuor à cordes no 14 en ut dièse mineur, op. 131, de Ludwig van Beethoven, est composé dans la première moitié de l'année 1826 et publié en avril 1827 avec une dédicace au baron Joseph von Stutterheim. Il est chronologiquement l'avant-dernier quatuor de Beethoven.
Ce quatuor est parfois considéré comme le plus grand chef-d'œuvre de Beethoven, tous genres confondus. Schubert aurait déclaré à son sujet : « Après cela, que reste-t-il à écrire ? » (et ce fut aussi cette pièce que les amis de Schubert lui jouèrent à sa demande juste avant sa mort).

## Histoire de l'œuvre
Entre 1822 et 1825, Beethoven compose trois quatuors sur commande du prince  Nikolaï Borissovitch Galitsyne (1794-1866), les "quatuors Galitsyne" op. 127 (no 12), op. 130 (no 13) et op. 132 (no 15). Sans attendre, il enchaîne sur la composition du quatuor 14, op. 131, dont les premières esquisses datent de décembre 1825.
En effet, Beethoven est alors très inspiré et alors qu'il reçoit les louanges de son ami le violoniste Karl Holz (en) au sujet de son treizième quatuor op. 130 qu'il venait d'achever, Beethoven répond : « Chacun dans son genre ! L'art veut que nous ne restions pas à la même place. Vous connaîtrez bientôt un nouveau genre de la conduite des parties. Et quant à l'imagination, Dieu merci ! nous en manquons moins que jamais. ».
La composition s’étend sur la première moitié de l'année 1826 et s'achève en juillet 1826, moins d'un an avant la mort de Beethoven, en mars 1827. Beethoven avait initialement l'intention de dédicacer le quatuor à Johann Nepomuk Wolfmeyer, un riche marchand de tissus, amateur de musique et excellent ami de Beethoven, mais il le dédicace finalement au baron Joseph von Stutterheim, auquel il est redevable d'avoir accepté son neveu Karl dans son régiment, après la tentative de suicide de ce dernier, en janvier 1827. Wolfmeyer recevra la dédicace du 16e quatuor.
La publication en avril 1827 chez Schott à Mayence est posthume,.
La première exécution publique du quatuor a lieu le 5 juin 1828 à Halberstadt, par le quatuor Müller, lors de la troisième fête des musiciens de l'Elbe. Le quatuor Baillot en donne une interprétation en France en 1829 à laquelle Hector Berlioz a assisté, dans l'incompréhension générale (voir Témoignage d'Hector Berlioz).
Le public de Vienne le découvre en 1835, par le quatuor Leopold Jansa, successeur du quatuor Schuppanzigh après la mort de ce dernier, où l’œuvre fut également incomprise.

## Le quatuor dans d'autres œuvres d'art
Le thème du premier adagio est orchestré en 1948 par David Raksin pour accompagner la scène la plus dramatique du film Force of evil d'Abraham Polonsky, bien que seul l'arrangeur soit crédité au générique pour la musique.
L'œuvre apparaît dans Pourquoi nous combattons (Why we fight), l'épisode 9 de la série Frères d'armes, où quatre musiciens allemands jouent le 6e mouvement au milieu des ruines, sous l'œil des soldats américains.
Le quatuor est au centre du film Le Quatuor sorti en 2012.

## Musique

### Durée
Le quatuor est constitué d'une succession ininterrompue de sept mouvements, totalisant 1 537 mesures. Sa durée d’exécution est d'environ 40 minutes.

### Structure
La structure du quatuor est donnée dans le tableau suivant.
| No.  | Tempo                                    | Tonalité         |     | Nb mesures | Durée approx. | Forme                           | Forme                           |
| ---- | ---------------------------------------- | ---------------- | --- | ---------- | ------------- | ------------------------------- | ------------------------------- |
| I.   | Adagio ma non troppo et molto espressivo | ut dièse mineur  | 4/4 | 121        | ~ 7 min       | Fugue lente                     | Fugue lente                     |
| II.  | Allegro molto vivace                     | ré majeur        |     | 199        | ~ 3 min       | Forme libre                     | Forme libre                     |
| III. | Allegro moderato                         | si mineur        | 4/4 | 12         | ~ 45 s        | Forme libre, récitatif          | Forme libre, récitatif          |
| IV.  | Andante, ma non troppo e molto cantabile | la majeur        |     | 289        | ~ 14 min      | Thème et variations             | var. 1                          |
| IV.  | Più mosso                                |                  | 4/4 | 289        | ~ 14 min      | Thème et variations             | var. 2                          |
| IV.  | Andante moderato e lusinghiero           |                  | 4/4 | 289        | ~ 14 min      | Thème et variations             | var. 3                          |
| IV.  | Adagio                                   |                  |     | 289        | ~ 14 min      | Thème et variations             | var. 4                          |
| IV.  | Allegetto                                |                  |     | 289        | ~ 14 min      | Thème et variations             | var. 5                          |
| IV.  | Adagio ma non troppo e semplice          |                  |     | 289        | ~ 14 min      | Thème et variations             | var. 6                          |
| IV.  | Allegretto                               |                  |     | 289        | ~ 14 min      | Thème et variations             | var. 7                          |
| IV.  | Andante                                  |                  |     | 289        | ~ 14 min      | Thème et variations             | var. 7                          |
| V.   | Presto                                   | mi majeur        | 2/2 | 500        | ~ 5 min 30 s  | Scherzo en cinq parties et coda | Scherzo en cinq parties et coda |
| VI.  | Adagio quasi un poco andante             | sol dièse mineur |     | 28         | ~ 2 min       | Mélodie infinie                 | Mélodie infinie                 |
| VII. | Allegro                                  | ut dièse mineur  | 2/2 | 388        | ~ 6 min 30 s  | Forme sonate                    | Forme sonate                    |

### Analyse
Composé moins d'un an avant sa mort, Beethoven insuffle dans ce quatuor une très haute inspiration, inventivité et créativité, qui rompt complètement avec les canons du genre, au risque de désorienter l'auditoire de son époque.
Le Quatorzième Quatuor frappe par le sentiment d'unité qu'il dégage, malgré l'atmosphère très différente des différents mouvements. C'est aux transitions entre les parties que le quatuor doit cette unité, si bien qu'il est difficile de déterminer avec précision le nombre de mouvements. Selon les sources, on en compte cinq, six ou sept, les troisième et sixième pouvant être considérés comme des mouvements de transition.
L'architecture de l'œuvre est totalement novatrice : les sept parties s'enchaînent sans interruption, avec d'habiles et subtiles transitions. L'ordre traditionnel est bouleversé : elle s'ouvre sur une fugue, traditionnellement réservée à la conclusion de l'œuvre, même chez Beethoven, et repousse la forme sonate au dernier mouvement. De plus, la fugue initiale est lente et méditative, contrastant avec les allegro traditionnels en début d'œuvre.

#### Audition de Franz Schubert, 1828
Le quatuor fut exécuté dans la chambre de Schubert le 14 novembre 1828, cinq jours avant sa mort. Doleczalek, qui était présent, en a laissé le récit :

« Schubert était si bouleversé et dans un tel état d’enthousiasme et d’exaltation que tous les témoins en vinrent à craindre pour sa vie. Un malaise d'abord passager, prit tout d’un coup des proportions dramatiques et, cinq jours plus tard, Schubert mourait du typhus. Le Quatuor en ut dièse mineur fut la dernière musique qui parvint à ses oreilles. Le Roi de l’Harmonie tendait une main fraternelle au Prince du Lied, pour le conduire tout droit dans l’Au-delà, au Royaume des Bienheureux. »

— Ivan Mahaim, Beethoven, naissance et renaissance des derniers quatuors, Desclées de Brouwer, Paris, 1964.

#### Témoignage d'Hector Berlioz, 1829, rapporté par Romain Rolland
« Nous avons, de la plume même de Berlioz, l’aveu de la commotion
morale que lui causa la première audition du quatuor, à Paris.
C’était deux ans après la mort de Beethoven. Il avait 25 ans. Il
n’avait pas encore concouru pour le prix de Rome ; mais son jeune
génie avait déjà créé les « Huit scènes de Faust » (l’essentiel de La Damnation de Faust).

« C’était cet hiver, dans une des soirées musicales de M. Baillot… Il y avait dans la salle à peu près 200 personnes qui écoutaient avec une religieuse attention. Au bout de quelques minutes, une sorte de malaise se manifesta dans l’auditoire, on commença à parler à voix basse, chacun communiquait à son voisin l’ennui qu’il éprouvait : enfin, incapables de résister plus longtemps à une pareille fatigue, les dix-neuf-vingtièmes des assistants se levèrent en déclarant que c’était insupportable, incompréhensible, ridicule : « C’est l’œuvre d’un fou, ça n’a pas le sens commun… » etc. — Le silence fut réclamé par un petit nombre d’auditeurs, et le quatuor se termina. — Alors, la rumeur de blâme, si difficilement contenue, éclata
sans ménagements ; on alla jusqu'à accuser M. Baillot de se moquer du public, en présentant de pareilles extravagances. Quelques ardents admirateurs de Beethoven déploraient timidement la perte de sa raison. « On voit bien, disaient-ils, que sa tête était dérangée ; quel dommage ! un si grand homme !… 
Cependant, dans un coin de l’appartement, se trouvait un petit groupe
(et il faut bien que j’avoue que j’en faisais partie…), dont les sensations
et les pensées étaient bien différentes. Les membres de cette fraction imperceptible
du public, se doutant bien de l’effet qu’allait produire sur la masse
l’exécution du nouveau quatuor, s’étaient réunis pour n’être pas troublés
dans leur contemplation. Après quelques mesures du premier morceau,
je commençais à craindre de m’ennuyer, sans que l’attention avec laquelle
j’écoutais perdit néanmoins de son intensité. Plus loin, ce chaos paraissait
se débrouiller ; au moment où la patience du public se lassait, la mienne
se ranimait et j’entrais sous l’influence du génie de l’auteur. Insensiblement,
son action devenait plus forte ; j’éprouvais un trouble inaccoutumé
dans la circulation ; les pulsations de mes artères devenaient plus rapides.
Dès le second morceau qui succéda au premier sans interruption, pétrifié
d’étonnement, je me retournais vers l’un de mes voisins et je vis sa figure
pâle, couverte de sueur, et tous les autres immobiles comme des statues. Peu
à peu je sentis un poids affreux oppresser ma poitrine comme un horrible
cauchemar ; je sentis mes cheveux se hérisser, mes dents se serrer avec
force, tous mes muscles se contracter, et enfin, à l’apparition d’une phrase
du finale, rendue avec la dernière violence par l’archet énergique de Baillot,
des larmes froides, des larmes de l’angoisse et de la terreur, se firent
péniblement jour à travers mes paupières et vinrent mettre le comble à
cette cruelle émotion.
La séance était terminée par des quatuors de Haydn. Aucun de nous
ne put les entendre… »

Berlioz constate que ce n’est pas seulement ici une question de
musique… « Des compositeurs célèbres ont écouté avec impatience… Il
faut en outre être doué d’une organisation qui sympathise jusqu’à un
certain point avec celle de l’auteur, il faut avoir éprouvé le genre de sentiments
dont cette musique est la peinture, il faut connaître ces fléaux dont
parle Shakespeare : « The oppressor’s wrong… les iniquités de l’oppresseur,
l’insolence de l’homme superbe, les tourments de l’amour dédaigné, les
lenteurs des lois, la dureté du pouvoir et les mépris que les infâmes font
subir au mérite patient… » Un être heureux ou qui, n’ayant jamais éprouvé
que des chagrins légers, n’est jamais sorti de la sphère de la vie commune,
est tout à fait hors de l’atteinte de pareilles compositions… »
Ces souvenirs sont extraits d’une longue chronique, en trois articles,
publiés dans Le Correspondant, en 1829, sous le titre : « Notice biographique
sur Beethoven. » M. Adolphe Boschot les a exhumés et reproduits
dans un article de La Revue musicale, 1er avril 1927, intitulé : « Un propagateur
de Beethoven : Hector Berlioz ».
Ajoutons que, dès cette année 1829, Berlioz avait déjà lu la Symphonie avec Chœurs, qui ne fut exécutée, pour la première fois, à Paris, que le 27 mars 1831 ; et il y voyait « le point culminant du génie de Beethoven ». — Si différent que fût son tempérament musical de celui de Beethoven, son intuition critique était aussi en avance sur son temps que son génie créateur ». »

— Romain Rolland, Beethoven, les grandes époques créatrices. Tome V. Les derniers quatuors, pp. 249 et suiv.

#### Analyse, par Richard Wagner, 1870
« Si nous voulons nous imaginer une journée de la vie de notre saint, un des merveilleux morceaux du maître pourrait nous en offrir immédiatement l'exemple. Nous nous en tiendrons ici, de peur de nous tromper, au procédé que nous avons employé pour déterminer l'origine de la musique comme art, au phénomène du rêve pris analogiquement mais sans identification possible. Je choisis donc, pour expliquer, au moyen des événements de sa vie intérieure, une pure journée de la vie de Beethoven, le grand quatuor en ut dièse mineur : ce que nous ferions difficilement à l'audition de ce quatuor, parce que nous nous sentirions forcés d'abandonner toute comparaison déterminée, et de ne percevoir que la manifestation immédiate d'un autre monde, nous devient pourtant possible jusqu'à un certain point, quand nous nous bornons à nous représenter, de mémoire, ce poème sonore. Même ici, je laisse à la fantaisie du lecteur le soin d'animer l'image en ses traits particuliers, en ne m'aidant que d'un schéma très général.
Le très long adagio d'introduction est certainement la chose la plus mélancolique que jamais la musique ait exprimée ; je voudrais le caractériser comme le réveil au matin de ce beau jour qui, dans sa longue course, ne remplira pas un seul vœu, pas un » ! Pourtant, en même temps il y a un acte de contrition, une consultation tenue avec Dieu sur la foi au bien éternel, - L'œil tourné vers l'intérieur aperçoit ainsi l'apparition consolatrice, reconnaissable pour lui seul (allegro 6/8), en laquelle le désir devient un jeu mélancoliquement doux en soi-même : le rêve intérieur s'éveille en un souvenir d'une absolue suavité. Et c'est maintenant comme si (avec le bref allegro moderato de transition) le maître, conscient de son art, se remettait à son travail magique. Il emploie maintenant la force ravivée de ce charme qui lui est propre (andante 4/4) à fasciner une figure toute gracieuse pour s'enivrer sans fin en elle. Cette figure idéale, preuve par elle-même de l'innocence la plus intime, est soumise à des transformations perpétuelles incroyables, par la réfraction des rayons de la lumière éternelle que le musicien projette sur elle. — Nous croyons alors voir l'homme profondément heureux en lui-même, jeter sur le monde extérieur un regard d'une indicible joie (Presto 2/4) : le voilà de nouveau devant lui comme dans la Symphonie pastorale ; tout s'éclaire de son bonheur intérieur ; pour lui c'est comme s'il prêtait l'oreille aux harmonies propres des apparitions aériennes, puis, de nouveau, matérielles, qui se meuvent devant lui en un doux rhythme  [sic]. Il considère la vie et paraît se demander (court adagio 3/4) s'il doit se mettre à jouer cette vie en air de danse : courte mais obscure méditation, comme s'il s'enfonçait dans le rêve profond de son âme. Un éclair lui a montré de nouveau l'intérieur du monde : il s'éveille et joue maintenant sur le violon un air de danse comme jamais le monde n'en a encore entendu (allegro finale). C'est la danse du monde lui-même : plaisir sauvage, plainte douloureuse, extase d'amour, suprême joie, gémissement, furie, volupté et souffrance ; des éclairs sillonnent l'air, le tonnerre gronde ; et, au-dessus de tout, le formidable ménétrier qui force et dompte tout, hardi et sûr à travers les tourbillons, nous conduit à l'abime : — il sourit sur lui-même, car pour lui cet enchantement n'était pourtant qu'un jeu. — La nuit lui fait signe. Sa journée est finie. 
Il n'est pas possible de méditer quelque événement de la vie de Beethoven sans immédiatement faire appel au musicien Beethoven pour l'expliquer. »

— Richard Wagner, Beethoven

#### Encyclopédie de la musique de chambre, 1919
Walter Willson Cobett : "...Le Quatuor en ut dièse mineur a hanté  Wagner jusqu'à la fin de ses jours ; on entend le sforzando torturé des premières mesures de la fugue initiale dans Tristan et dans Parsifal ................... Hans Richter raconte à un ami qu'en 1866, lorsqu'il vivait avec Cosima à Triebschen, Wagner envoyait chercher des artistes à Bâle pour qu'ils lui jouent les derniers quatuors de Beethoven le dimanche matin et, au cours de ces séances, il leur donnait des conseils d'interprétation de très grande valeur".

### Thèmes
Introduction de l'Adagio ma non troppo et molto espressivo :
Introduction de l'Allegro molto vivace :
Introduction de l'Andante, ma non troppo e molto cantabile :
Introduction du Presto :
Allegro final
Le premier thème comporte deux idées : 
et
Second thème :

## Repères discographiques
- Quatuor Busch, 1942 (Sony)[d 1]
- Quatuor Hongrois, 1953 (EMI)[d 2]
- Quatuor Fine Arts, 1960 (Concert Disc)
- Quatuor Italiano, 1968 (Philips)[d 3],[d 4]
- Quatuor Végh, 1974 (Auvidis-Valois)[d 5]
- Quatuor Lindsay, 1983 (ASV)[d 6]
- Quatuor Alban Berg, 1979 (EMI)[d 7],[d 8]
- Quatuor Talich, 1980 (Calliope)[d 9]
- Quatuor Takács, 2005 (Decca)[d 10]
- Quatuor de Tokyo, 2010 (Harmonia Mundi)[d 11]
- Quatuor Artemis, 2011 (Virgin Classics)[d 12]
- Quatuor Belcea, 2012 (Zig-Zag Territoires)
- Quatuor Ébène, 2020 (Erato)[d 13]